# Denis Lathoud
Denis Lathoud, né le 13 janvier 1966 à Lyon, et mort le 22 juin 2025 à Toulon, est un joueur international français de handball, évoluant au poste d'arrière gauche.
Cadre des Barjots, il est un des hommes clés du premier titre de champion du monde remporté par la France en 1995. En 2002, il devient entraîneur.

## Biographie

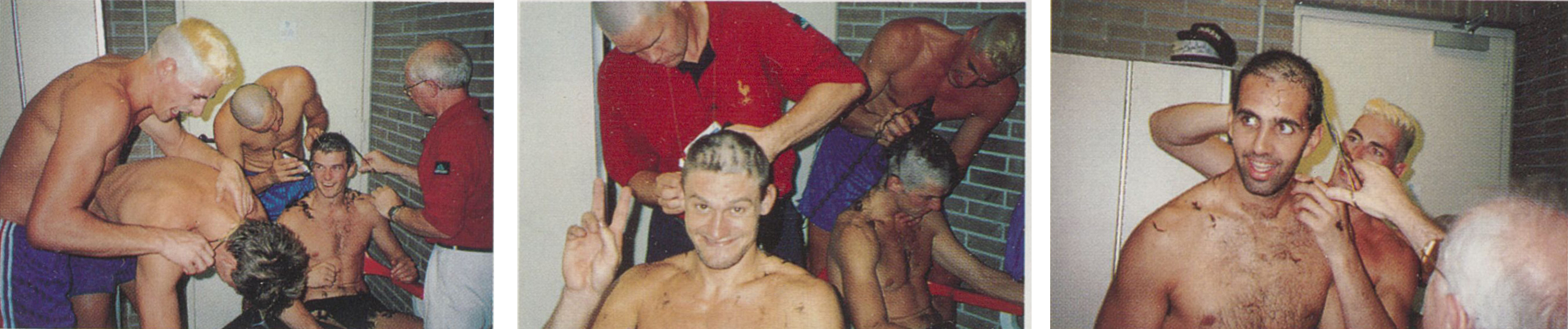
Plusieurs Barjots tels Denis Lathoud (photo de droite) se teignent les cheveux en blond ou se rasent le crâne avant leur demi-finale des JO de 1992.

Denis Lathoud fait partie de la fameuse génération des joueurs qui, sous la direction de Daniel Costantini, apporte ses premiers résultats au handball français. Avec des joueurs comme Philippe Gardent, Frédéric Volle et d'autres Barjots, ils font passer l'équipe de France qui navigue entre le Groupe B et le Groupe C mondial à une des meilleures équipes mondiales. Selon Daniel Costantini, « sans Denis Lathoud, nous n’aurions pas eu cette médaille de bronze à Barcelone, nous n’aurions pas été champions du monde en 1995, indiscutablement. ». 
La première récompense arrive en 1992 lors des Jeux olympiques de Barcelone. Ne figurant pas parmi les favoris, ils battent tout d'abord l'un des grands favoris, l'Espagne, qui évoluait à domicile. Après une défaite en demi-finale contre les Suédois, ils remportent la médaille de bronze face à l'Islande. Les joueurs de l'équipe de France gagnent ainsi le surnom de Bronzés. À l'issue du tournoi, Lathoud est élu meilleur arrière gauche de la compétition.
L'année suivante, lors du championnat du monde 1993, ils confirment en remportant une nouvelle médaille, l'argent après une défaite contre la Russie : les Barjots sont nés. Deux ans plus tard, au championnat du monde 1995 en Islande, l'équipe de France réalise un début de compétition compliqué avec de nombreuses tensions en interne. Lathoud est à l'initiative de la « réunion d'Akureyri » qui remet les Français sur les rails pour atteindre une nouvelle fois la finale : la Croatie ne se remettra jamais du formidable début français et la France remporte son premier titre mondial.
La Croatie prendra sa revanche l'année suivante en demi-finale des Jeux olympiques d'Atlanta, Jeux qui constituent l'une des plus grosses déceptions avec une 4e place seulement, ce qui marque la fin des Barjots.
Après sa carrière de joueur, il se reconvertit en tant qu'entraîneur. À la tête de l'équipe masculine du Dijon Bourgogne Handball à partir de 2006, il ne parvient pas à stabiliser le club qui fait plusieurs allers-retours entre la D2 et la D1. Le 31 janvier 2014, alors que le club est bon dernier du championnat de D1, il est démis de ses fonctions d'entraîneur à la demande des joueurs,.
Le 9 décembre 2015, il est nommé à la tête de l'Espérance sportive de Tunis. Il conduit le club à deux titres de champion de Tunisie en 2016 et 2017, une victoire en Supercoupe d'Afrique (1) : 2016 (en) et trois finales perdues en Coupe d'Afrique des vainqueurs de coupe en 2016 (en) et en Ligue des champions en 2016 et en 2017 ou encore deux participations à la Coupe du monde des clubs. Si les ambitions du club tunisiens étaient plus élevées, seize joueurs ont dû quitter le club en deux ans pour réduire la masse salariale dont des éléments clés comme Marouène Maggaiez ou Marouan Chouiref et, dix jours après la défaite après prolongation en finale de la Ligue des champions, Denis Lathoud est remercié par le comité directeur du club,.
De retour en France, Denis Lathoud rejoint à l'été 2019 à l'Entente Strasbourg Schiltigheim Alsace, au cœur d'un projet ambitieux du retour d'un grand club alsacien en première division en vue des JO 2024. Mais les moyens et les résultats ne suivent pas puisqu'au lieu de jouer la montée, le club se bat pour ne pas être relégué de Proligue (D2). En novembre 2022, après huit défaites en autant de matchs disputés, Denis Lathoud est écarté de l'équipe professionnelle. En mars 2023, Lathoud est nommé entraîneur de l'US La Crau, club de Nationale 1 (D3).
Denis Lathoud meurt dans la nuit du 21 juin 2025 des suites d'un cancer du sang, à l'âge de 59 ans,. Il est inhumé au cimetière du Péage-de-Roussillon (Isère).

## Club
Joueur
- Rhodia Club Roussillon : jusqu'en 1984[18]
- Vénissieux handball : de 1984 à 1992
- USAM Nîmes : de 1992 à 1994
- PSG-Asnières : de 1994 à 1997
- US Ivry : de 1997 à 1998
- Marseille OM 13 CR (D2) : de 1998[19] à 1999
- HBC Villefranche-en-Beaujolais : de 1999 à 2000
- Al-Sadd SC : en 2000
- SSV Forst Brixen : de novembre 2000 à 2001
- SMV Porte Normande : de décembre 2002 à 2005

Entraineur
- SMV Porte Normande : de décembre 2002 à 2005
- CAPO Limoges : de 2005 à 2006
- Dijon Bourgogne Handball : de 2006 à janvier 2014
- Espérance sportive de Tunis : décembre 2015 à novembre 2017
- Strasbourg Eurométropole Handball : de 2019 à 2022
- US La Crau : de 2023 à ?

## Palmarès de joueur

### En équipe nationale
- Jeux olympiques[1]
  -  Médaille de bronze aux Jeux olympiques 1992 de Barcelone,  Espagne
  - 4e place aux Jeux olympiques 1996 d'Atlanta,  États-Unis
- Championnat du monde
  -  Médaille d'or au Championnat du monde 1995,  Islande
  -  Médaille d'argent au Championnat du monde 1993,  Suède
- Championnat d'Europe
  - 6e place au Championnat d'Europe 1996,  Espagne
- Autres
  - 8e place au Championnat du monde junior 1987 (da)[20]
  -  Médaillé d'argent aux Jeux méditerranéens de 1993 en Languedoc-Roussillon,  France
  -  Médaille d'or aux Goodwill Games de 1994 de Saint-Pétersbourg en  Russie

### En clubs
- Championnat de France
  - Vainqueur (2) : 1992 (avec Vénissieux handball), 1993 (avec USAM Nîmes)
  - Vice-champion en 1990, 1991 (avec Vénissieux handball), 1994 (avec USAM Nîmes) et 1996 (avec PSG-Asnières)
- Vainqueur de la Coupe de France (3) : 1991, 1992 (avec Vénissieux handball), 1994 (avec USAM Nîmes)
- Vainqueur du Championnat de France D2 : 1987
- 3e de la Ligue des champions en 1993-1994 (avec USAM Nîmes)

### Récompenses individuelles
- Élu meilleur arrière gauche des Jeux olympiques de 1992.

## Palmarès d'entraîneur
- Avec le Dijon Bourgogne Handball :
  - Deuxième du championnat de Division 2 en 2009 et 2011
- Avec l'Espérance sportive de Tunis :
  - Finaliste de la Ligue des champions (2) : 2016, 2017
  - Finaliste de la Coupe d'Afrique des vainqueurs de coupe (1) : 2016 (en)
  - Vainqueur de la Supercoupe d'Afrique (1) : 2016 (en)
  - Vainqueur du championnat de Tunisie (2) : 2016, 2017

### Distinctions individuelles
- élu meilleur entraîneur du Championnat de France de D2 2008-2009